# Jaleyrac
Jaleyrac est une commune française, située dans le département du Cantal en région Auvergne-Rhône-Alpes.

## Géographie
Jaleyrac est entourée par la commune de Bassignac et la rivière la Sumène au nord ; la rivière Mars à l'est lui sert de limite avec la commune de Méallet. Au sud, on trouve la commune du Vigean et à l'ouest, la commune de Sourniac.

### Climat
Pour des articles plus généraux, voir Climat d'Auvergne-Rhône-Alpes et Climat du Cantal.
En 2010, le climat de la commune est de type climat océanique altéré, selon une étude du CNRS s'appuyant sur une série de données couvrant la période 1971-2000. En 2020, Météo-France publie une typologie des climats de la France métropolitaine dans laquelle la commune est exposée à un climat de montagne ou de marges de montagne et est dans la région climatique  Ouest et nord-ouest du Massif Central, caractérisée par une pluviométrie annuelle de 900 à 1 500 mm, maximale en automne et en hiver. 
Pour la période 1971-2000, la température annuelle moyenne est de 10,9 °C, avec une amplitude thermique annuelle de 15,6 °C. Le cumul annuel moyen de précipitations est de 1 364 mm, avec 13,3 jours de précipitations en janvier et 8,1 jours en juillet. Pour la période 1991-2020, la température moyenne annuelle observée sur la station météorologique de Météo-France la plus proche, sur la commune de Saignes à 12 km à vol d'oiseau, est de 11,3 °C et le cumul annuel moyen de précipitations est de 987,0 mm,. Pour l'avenir, les paramètres climatiques de la commune estimés pour 2050 selon différents scénarios d'émission de gaz à effet de serre sont consultables sur un site dédié publié par Météo-France en novembre 2022.

## Urbanisme

### Typologie
Au 1er janvier 2024, Jaleyrac est catégorisée commune rurale à habitat très dispersé, selon la nouvelle grille communale de densité à 7 niveaux définie par l'Insee en 2022.
Elle est située hors unité urbaine. Par ailleurs la commune fait partie de l'aire d'attraction de Mauriac, dont elle est une commune de la couronne,. Cette aire, qui regroupe 16 communes, est catégorisée dans les aires de moins de 50 000 habitants,.

### Occupation des sols
L'occupation des sols de la commune, telle qu'elle ressort de la base de données européenne d’occupation biophysique des sols Corine Land Cover (CLC), est marquée par l'importance des territoires agricoles (67,4 % en 2018), en augmentation par rapport à 1990 (66,5 %). La répartition détaillée en 2018 est la suivante : 
prairies (57,7 %), forêts (32,6 %), zones agricoles hétérogènes (9,7 %). L'évolution de l’occupation des sols de la commune et de ses infrastructures peut être observée sur les différentes représentations cartographiques du territoire : la carte de Cassini (XVIIIe siècle), la carte d'état-major (1820-1866) et les cartes ou photos aériennes de l'IGN pour la période actuelle (1950 à aujourd'hui).

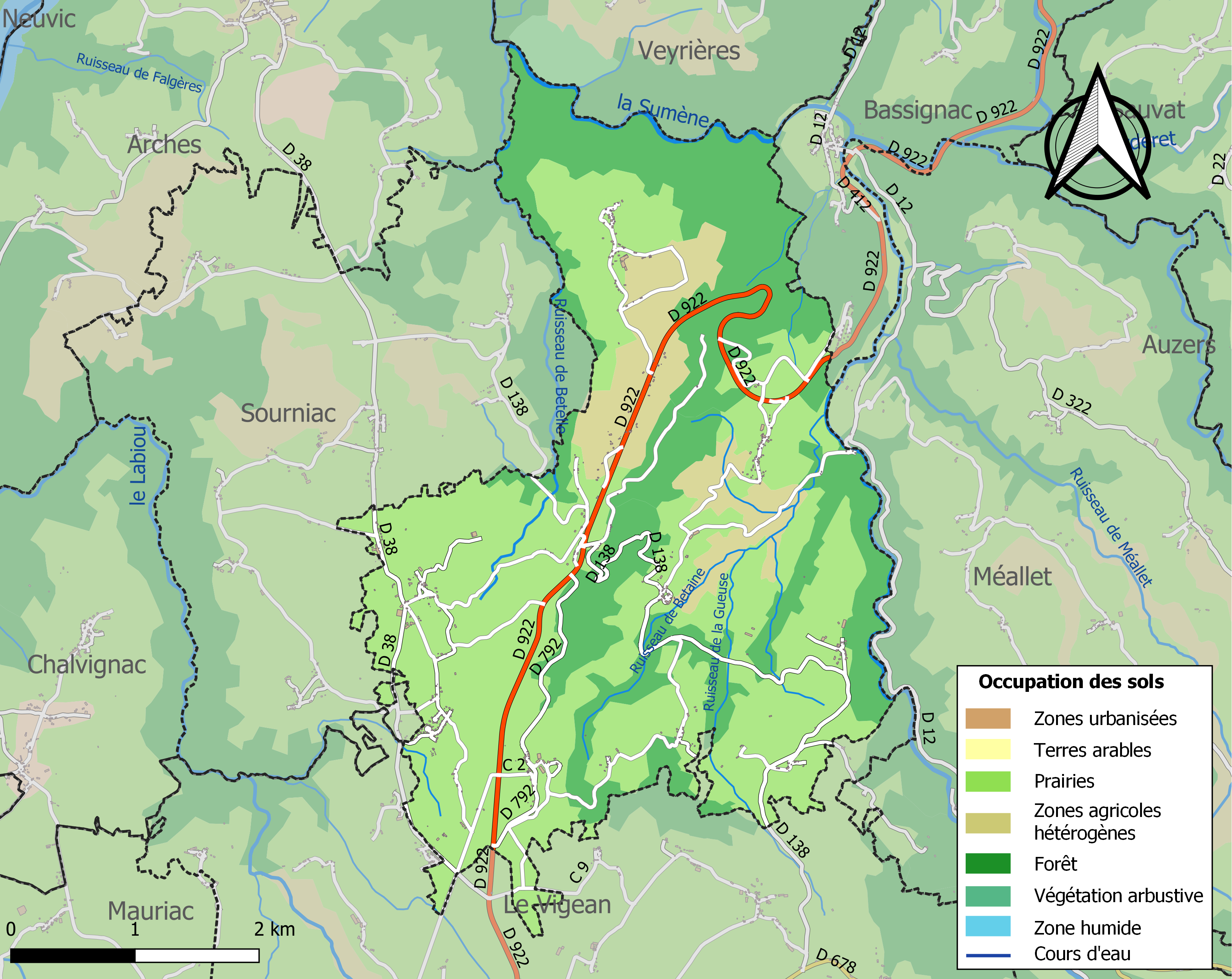
Carte des infrastructures et de l'occupation des sols de la commune en 2018 (CLC).

### Habitat et logement
En 2018, le nombre total de logements dans la commune était de 251, alors qu'il était de 242 en 2013 et de 233 en 2008.
Parmi ces logements, 63,4 % étaient des résidences principales, 26,9 % des résidences secondaires et 9,7 % des logements vacants. Ces logements étaient pour 97,2 % d'entre eux des maisons individuelles et pour 2 % des appartements.
Le tableau ci-dessous présente la typologie des logements à Jaleyrac en 2018 en comparaison avec celle du Cantal et de la France entière. Une caractéristique marquante du parc de logements est ainsi une proportion de résidences secondaires et logements occasionnels (26,9 %) supérieure à celle du département (20,4 %) et à celle de la France entière (9,7 %). Concernant le statut d'occupation de ces logements, 83,4 % des habitants de la commune sont propriétaires de leur logement (82,8 % en 2013), contre 70,4 % pour le Cantal et 57,5 pour la France entière.
| Typologie                                               | Jaleyrac | Cantal | France entière |
| ------------------------------------------------------- | -------- | ------ | -------------- |
| Résidences principales (en %)                           | 63,4     | 67,7   | 82,1           |
| Résidences secondaires et logements occasionnels (en %) | 26,9     | 20,4   | 9,7            |
| Logements vacants (en %)                                | 9,7      | 11,9   | 8,2            |

## Histoire
Une des chapelles de l'église est consacrée à saint Men, elle était autrefois un lieu de pèlerinage pour les lépreux. Il y avait également une léproserie située au lieu-dit la Croix des Anders où l'on soignait le "mal de Saint-Men" ou "Saint-Méen", sorte de gale ou lèpre croûteuse répandue d'Auvergne jusqu'au Limousin.

## Politique et administration

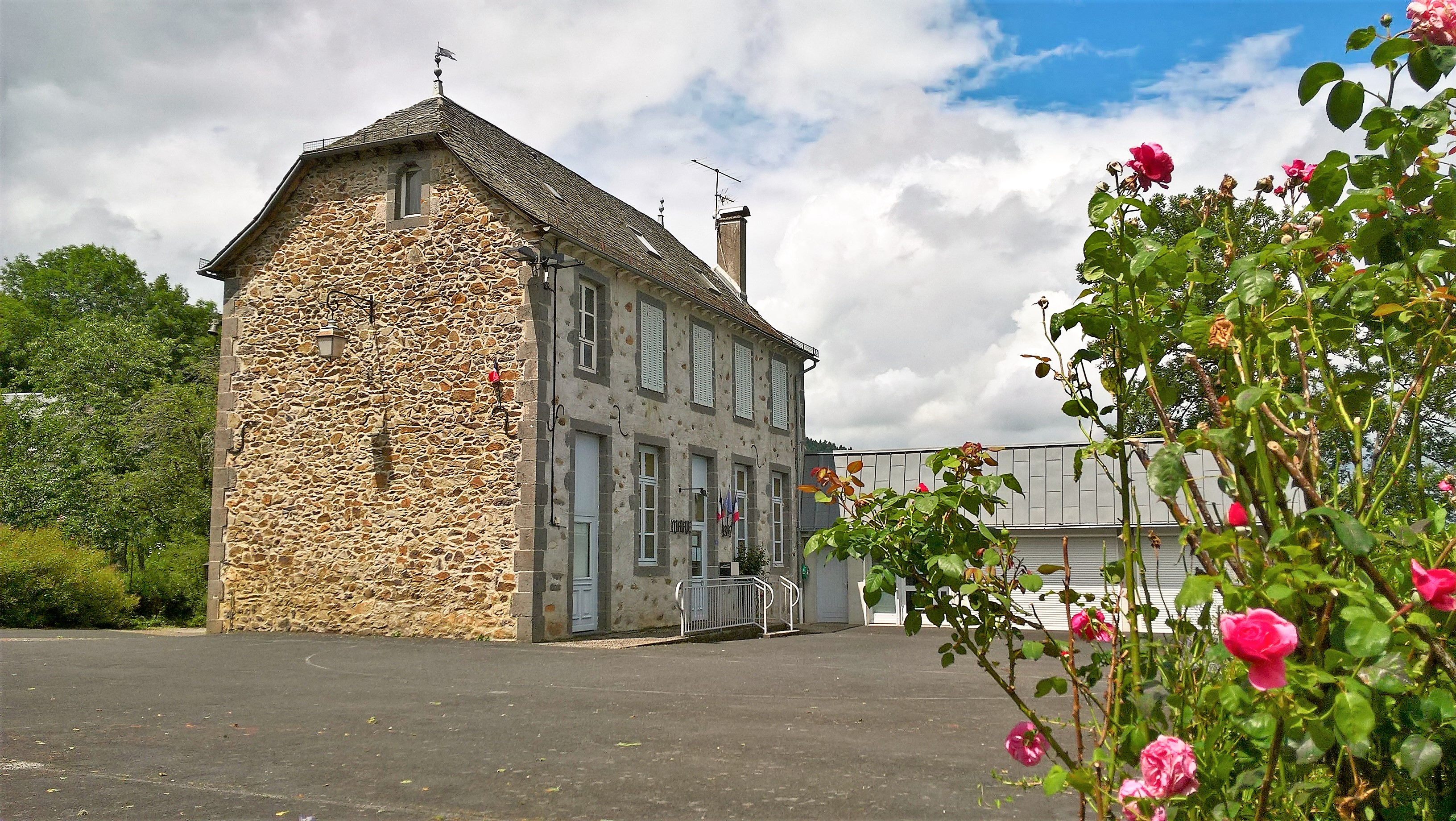
Mairie.

| Période                                  | Période                       | Identité                             | Étiquette | Qualité                                                         |
| ---------------------------------------- | ----------------------------- | ------------------------------------ | --------- | --------------------------------------------------------------- |
| Les données manquantes sont à compléter. |                               |                                      |           |                                                                 |
| 1947                                     | mars 1969 (décès)             | Edmond Charlanne                     | CNI       | Conseiller général du canton de Mauriac (1949-1969)             |
| mars 1969                                | avril 2014                    | Pierre Charlanne (fils du précédent) | RPR       | Agriculteur Conseiller général du canton de Mauriac (1969-1992) |
| avril 2014                               | En cours (au 17 juillet 2014) | Olivier Roche                        | DVD       | Agriculteur                                                     |

## Démographie
L'évolution du nombre d'habitants est connue à travers les recensements de la population effectués dans la commune depuis 1793. Pour les communes de moins de 10 000 habitants, une enquête de recensement portant sur toute la population est réalisée tous les cinq ans, les populations de référence des années intermédiaires étant quant à elles estimées par interpolation ou extrapolation. Pour la commune, le premier recensement exhaustif entrant dans le cadre du nouveau dispositif a été réalisé en 2006.

En 2022, la commune comptait 360 habitants, en évolution de −1,64 % par rapport à 2016 (Cantal : −1,08 %, France hors Mayotte : +2,11 %).
| 1793  | 1800  | 1806  | 1821  | 1831  | 1836 | 1841 | 1846 | 1851 |
| ----- | ----- | ----- | ----- | ----- | ---- | ---- | ---- | ---- |
| 1 124 | 1 070 | 1 150 | 1 186 | 1 147 | 715  | 763  | 796  | 673  |

| 1856 | 1861 | 1866 | 1872 | 1876 | 1881 | 1886 | 1891  | 1896 |
| ---- | ---- | ---- | ---- | ---- | ---- | ---- | ----- | ---- |
| 719  | 666  | 699  | 691  | 679  | 608  | 598  | 1 339 | 625  |

| 1901 | 1906 | 1911 | 1921 | 1926 | 1931 | 1936 | 1946 | 1954 |
| ---- | ---- | ---- | ---- | ---- | ---- | ---- | ---- | ---- |
| 591  | 679  | 548  | 450  | 435  | 414  | 446  | 412  | 341  |

| 1962 | 1968 | 1975 | 1982 | 1990 | 1999 | 2006 | 2011 | 2016 |
| ---- | ---- | ---- | ---- | ---- | ---- | ---- | ---- | ---- |
| 322  | 297  | 277  | 261  | 347  | 374  | 382  | 374  | 366  |

| 2021 | 2022 | - | - | - | - | - | - | - |
| ---- | ---- | - | - | - | - | - | - | - |
| 364  | 360  | - | - | - | - | - | - | - |

## Culture locale et patrimoine

### Lieux et monuments
- Église romane Saint-Martin du xiie siècle inscrite comme monument historique en 1925[17]. Des fresques du XVe siècle restaurées par Yves Morvan de 1977 à 1980 se trouvent dans le chœur. On y voit, outre saint Martin et le Christ en  majesté, sainte Agathe se faisant arracher les seins, ainsi que saint Georges délivrant du dragon la fille du roi de Libye. La chapelle sud du xive siècle est consacrée à sainte Barbe et à sainte Catherine[18]. Les vantaux de la porte sont ornés de pentures en fer forgé du xiie siècle.

Église Saint-Martin
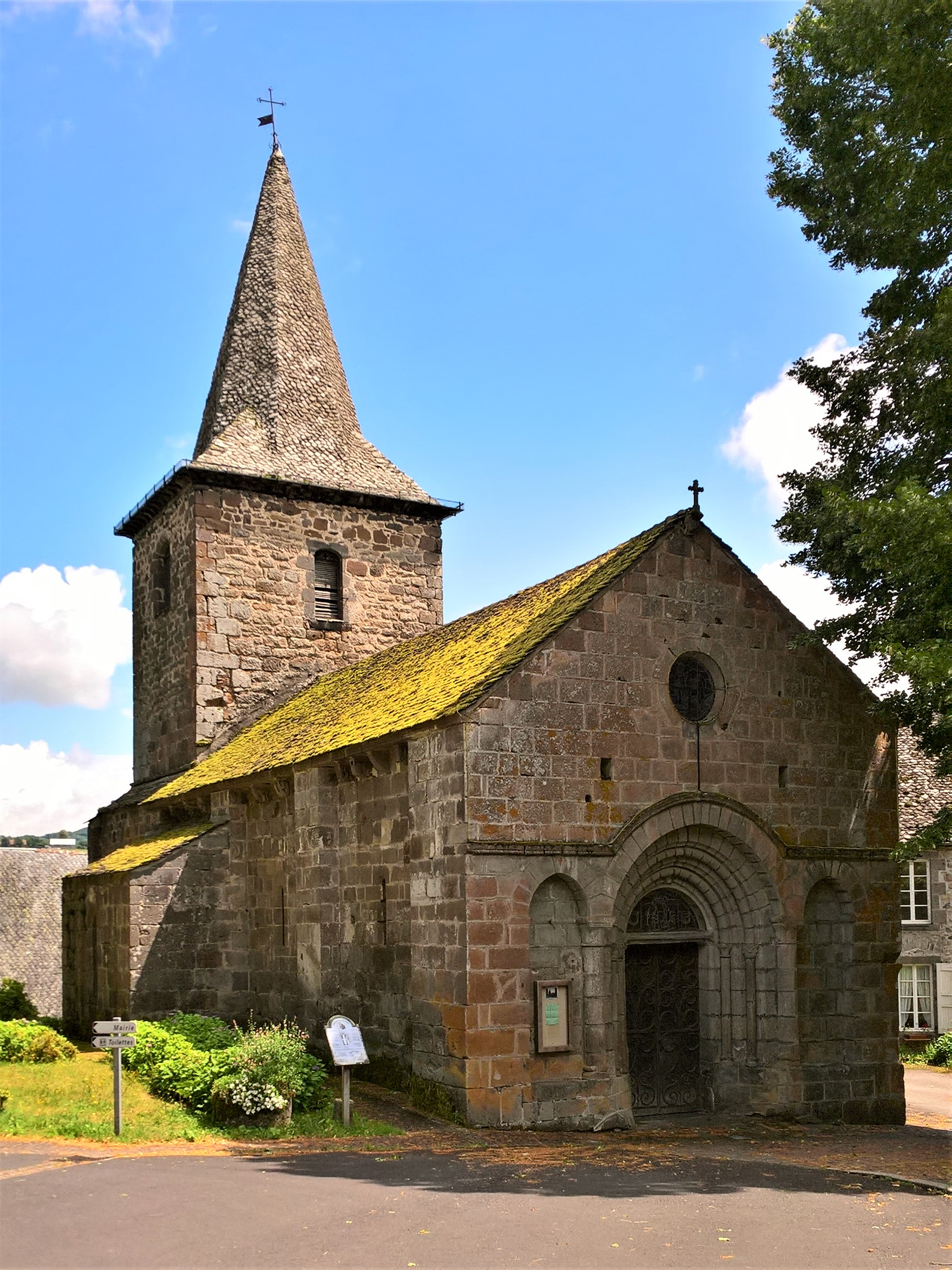
Extérieur.
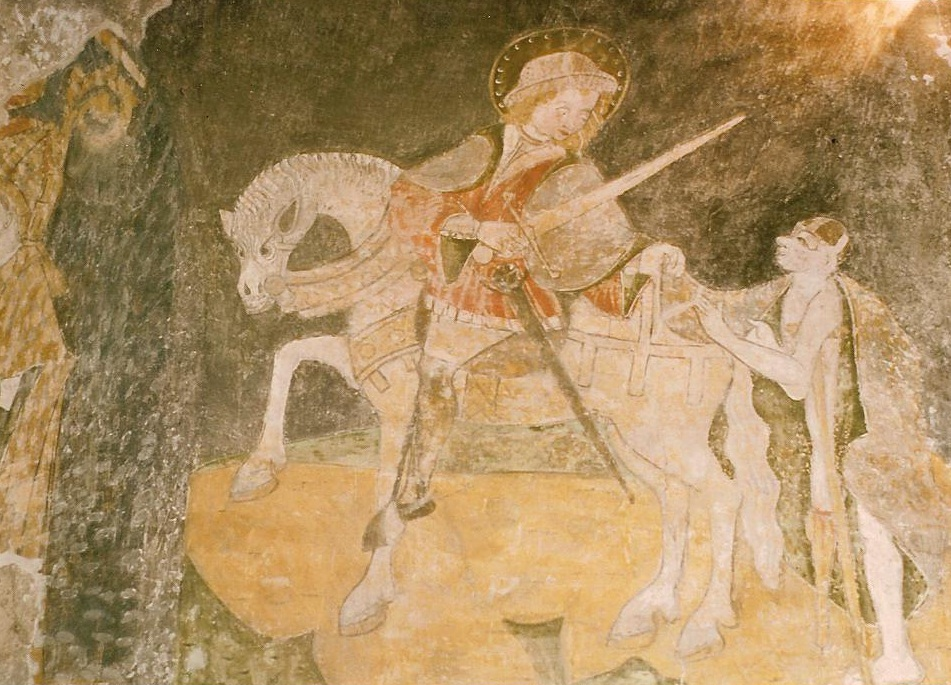
Saint Martin partageant son manteau avec un pauvre.
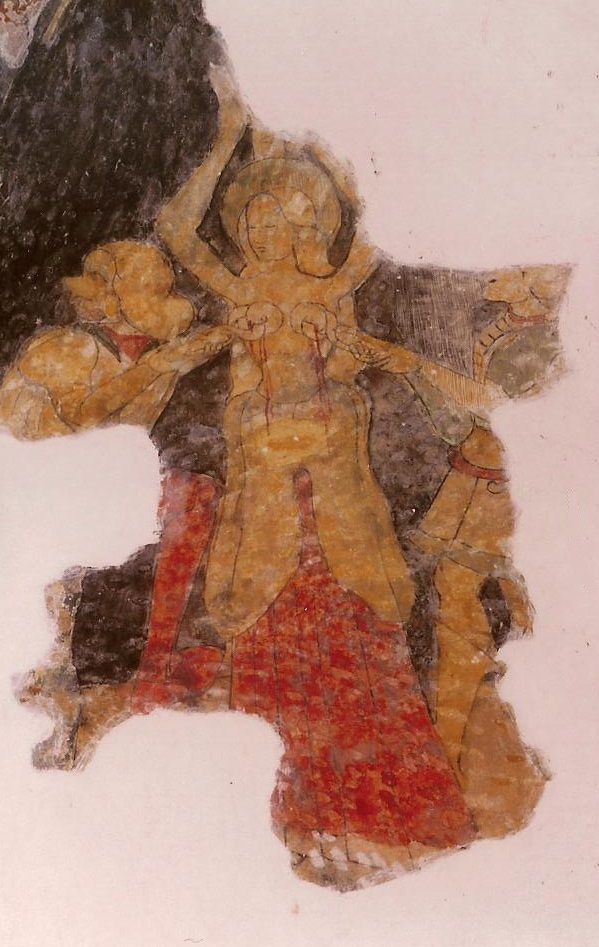
Martyre de sainte Agathe : deux bourreaux lui arrachant les seins.
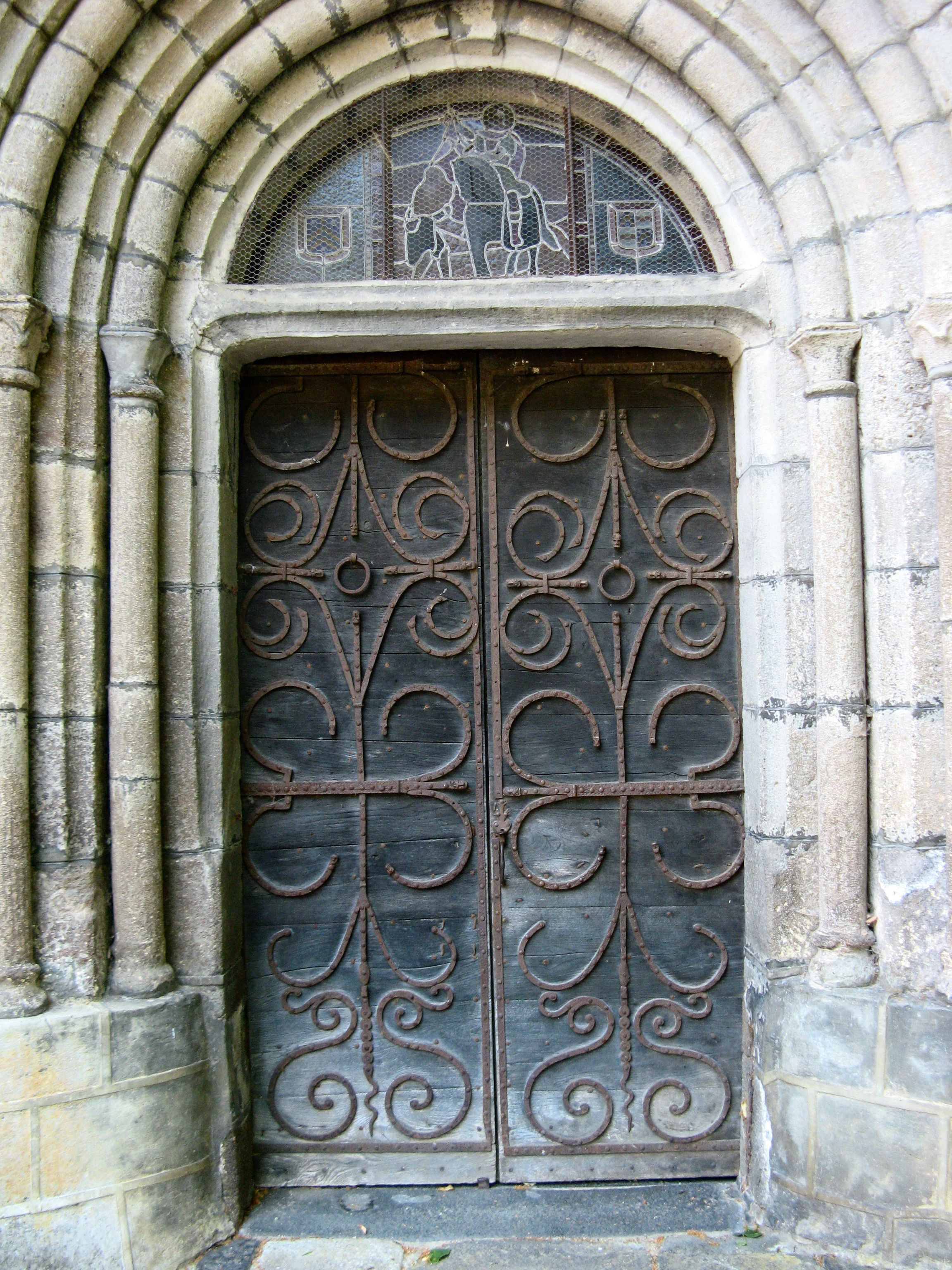
Porte.
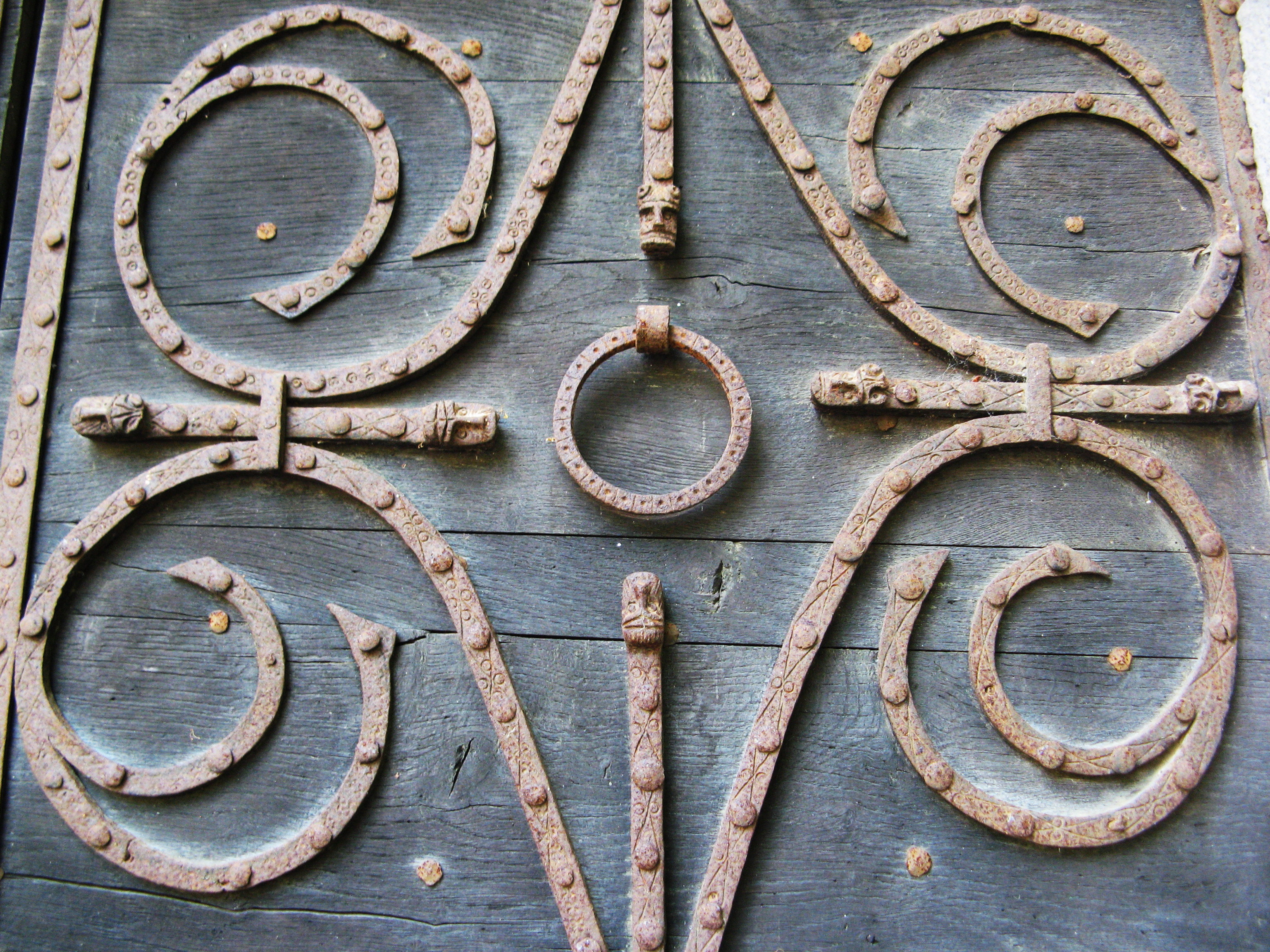
Pentures.

- Viaduc du Mars construit en 1893 pour permettre à la ligne de chemin de fer reliant Clermont-Ferrand à Aurillac de franchir la vallée du Mars. Il est inscrit à l'inventaire des monuments historiques depuis 2006[19]. Ce viaduc est en partie sur la commune voisine de Méallet.
- Vestiges de constructions du xve siècle.

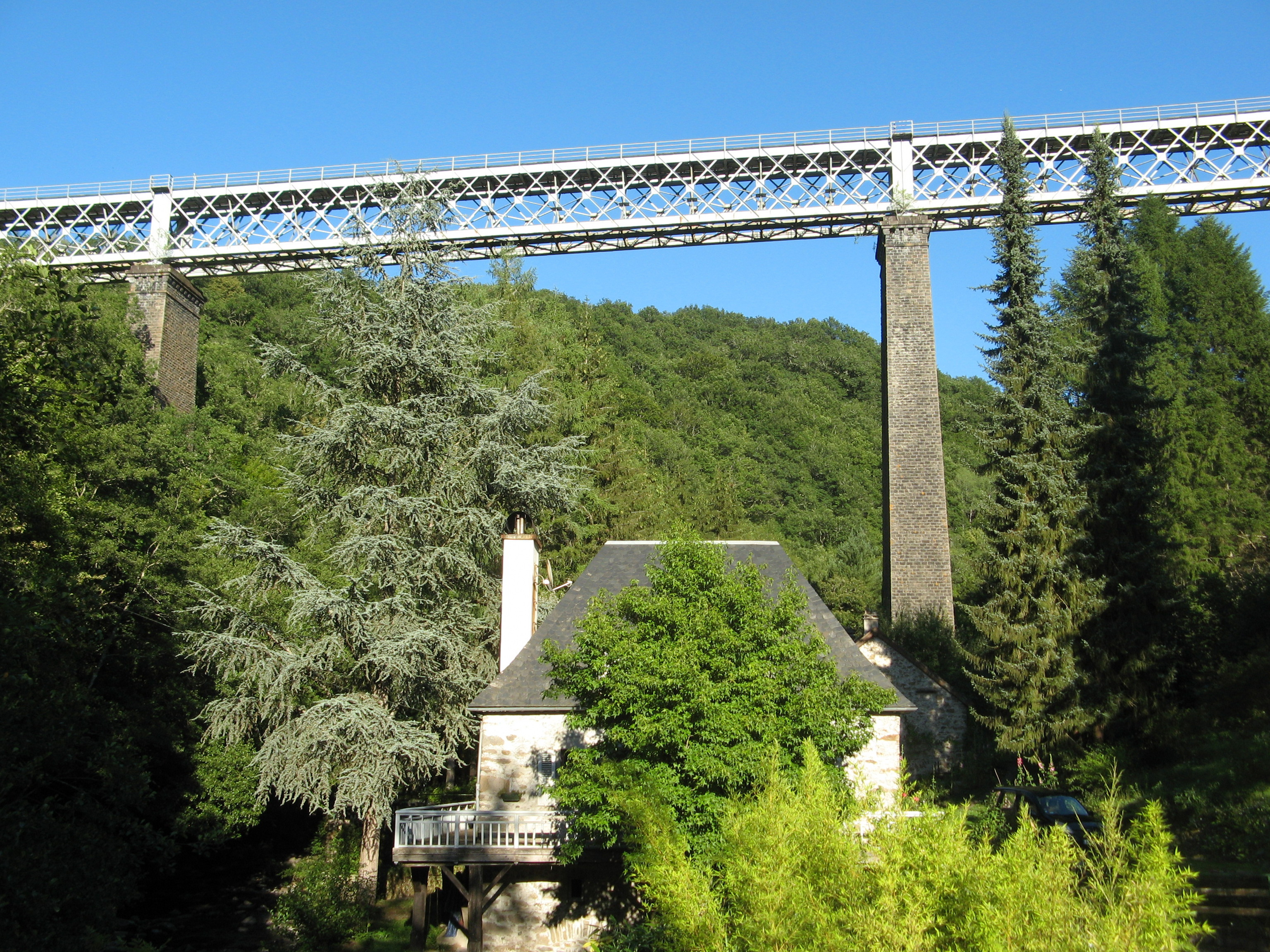
Viaduc du Mars.
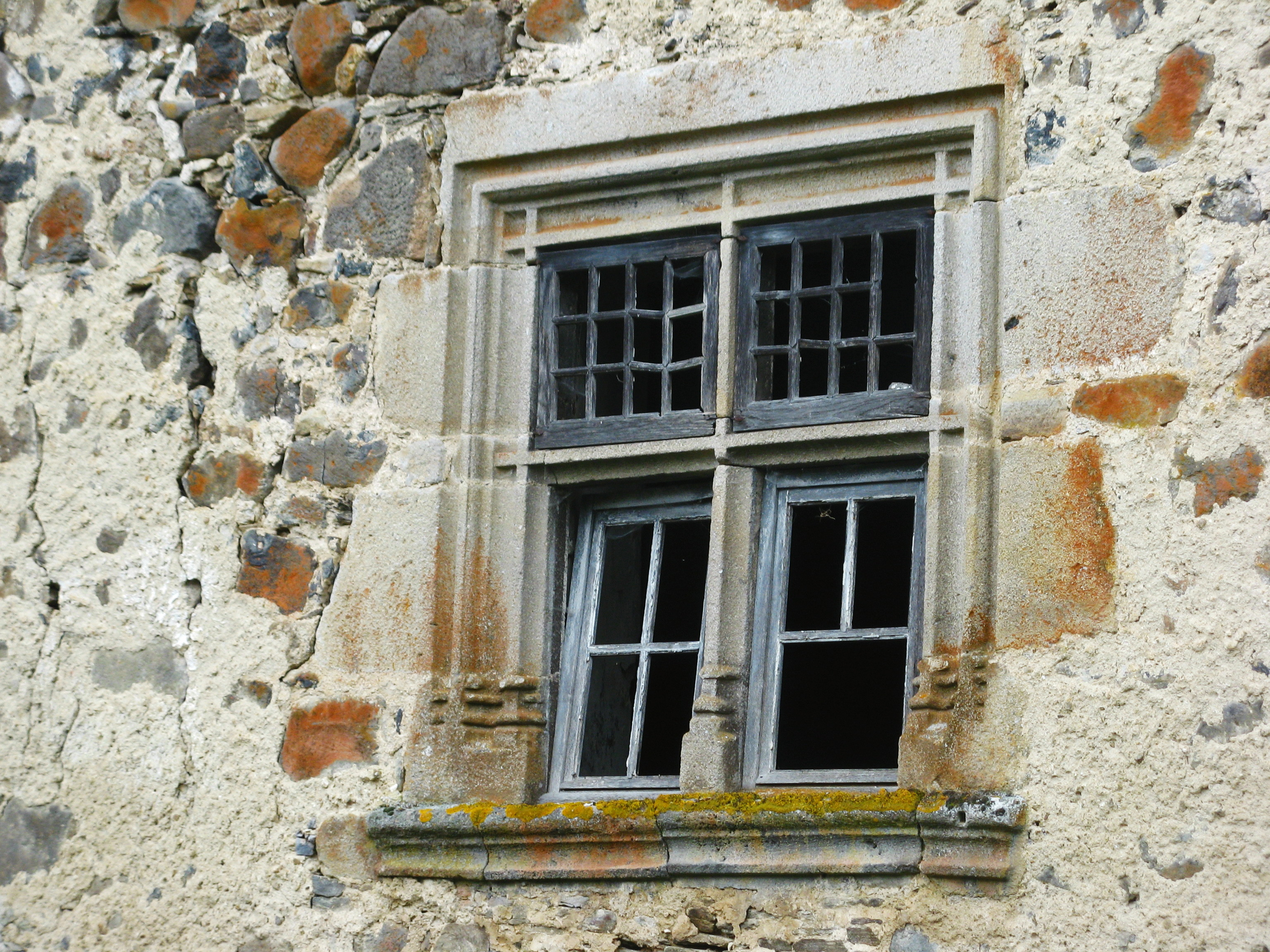
Fenêtre à meneaux.

### Personnalités liées à la commune
- Louis Bergaud (1928-2024), cycliste, né à Embrassac
- Famille de Tournemire